# Chromosom 9

Ideogram ludzkiego chromosomu 9

Chromosom 9 – jeden z 23 parzystych ludzkich chromosomów. DNA tworzące chromosom 9 liczy ponad 136 milionów par zasad, co stanowi 4-4,5% materiału genetycznego człowieka. Liczbę genów mających swoje loci na chromosomie 9 szacuje się na 800–1200.

## Geny
- ABO
- ADAMTS13
- ALAD
- ALS4
- ASS
- CCL21
- CCL27
- COL5A1
- ENG
- FXN
- GALT
- GRHPR
- IKBKAP
- TOR1A
- TMC1
- TSC1.

## Choroby
- stwardnienie zanikowe boczne
- cytrulinemia
- zespół Ehlersa-Danlosa
- choroba Friedreicha
- galaktozemia
- zespół paznokieć-rzepka
- zespół Gorlina
- choroba Rendu-Oslera-Webera
- niektóre postaci porfirii
- dystonia torsyjna typu 1
- nefronoftyza
- neuroakantocytoza
- wrodzona dystrofia mięśniowa Fukuyamy
- stwardnienie guzowate.